# Эхеверия Лау
Эхеверия Лау (лат. Echeveria laui) — вид суккулентных растений рода Эхеверия (Echeveria) семейства Толстянковые (Crassulaceae), естественно произрастающий на территории штата Оахака, Мексика.
Растение выделяется своей привлекательностью благодаря восковому сине-белому налету на каждом сочном листе. Этот вид обладает особенной симметрией и привлекательностью независимо от того, находится ли он в стадии цветения или нет. Цветы растения окрашены в розово-оранжевые оттенки. Следует быть осторожным при обращении с этим растением, поскольку мягкий белый налет легко повреждается при даже небольших прикосновениях.

## Название
Родовое латинское название Echeveria дано в честь мексиканского художника и натуралиста Атана́сио Эчеверри́я-и-Годо́й (исп. Atanasio Echeverría y Godoy, ок. 1771—1803), иллюстрировавшего книги по ботанике и в частности «Флору Мексики».
Видовой латинский эпитет laui дан в честь Альфреда Лау — немецкого исследователя растений и самоназванного миссионера, работавшего в Мексике и затем в Белизе.

## Описание

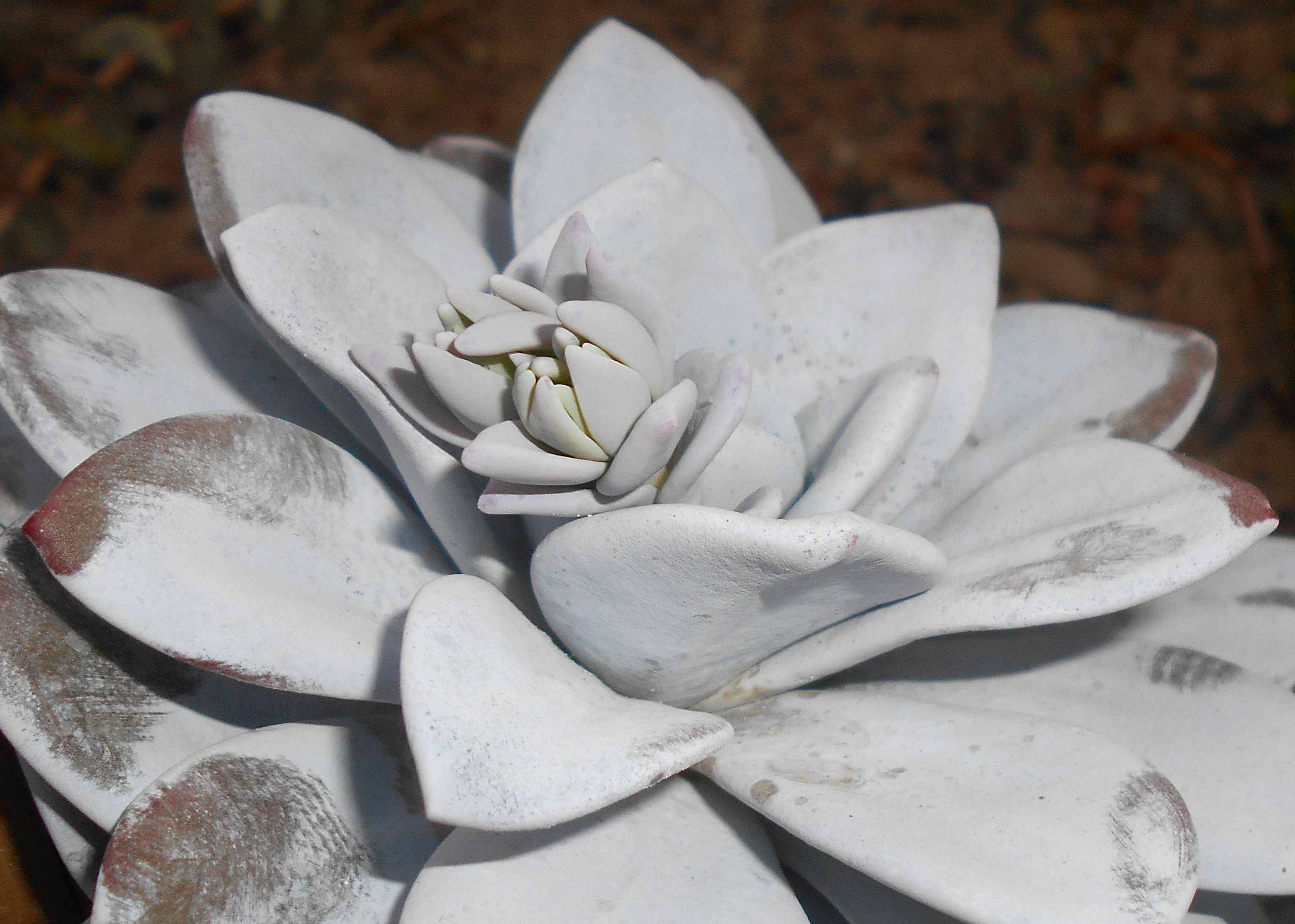
Эпикутикулярный воск

Эхеверия Лау характеризуется листьями формы неправильного ромба, собранными в большую розетку. Крупные блестящие цветки розового цвета объединены в большие кисти, расположенные на длинном цветоносе.

## Таксономия
Echeveria laui Moran & J.Meyrán, первое упоминание в Cact. Suc. Mex. 21: 59 (1976).